# 용두레
용두레는 고인 물을 다른 곳으로 퍼 옮기는 데 쓰는, 한국의 농기구이다.
통나무를 배 모양으로 길쭉하게 파거나 소나무 판자로 만든 몸통을 만들고 그 가운데에 양쪽으로 작은 구멍을 뚫어 가는 나무를 끼워 끈을 매어 만든다. 시계추와 같이 중력을 이용하여 물을 밀어 올렸다가 손잡이를 위로 세워 물을 다른 곳으로 옮긴다.